# 밥스 버거스
《밥스 버거스》(영어: Bob's Burgers)는 로렌 부샤르가 기획한 미국의 애니메이션 시트콤이다.